# Aonia Terra
Aonia Terra es una región en el hemisferio sur del planeta Marte. Lleva el nombre de una de las características de albedo en Marte, que hace referencia al nombre de la antigua región griega Aonia.

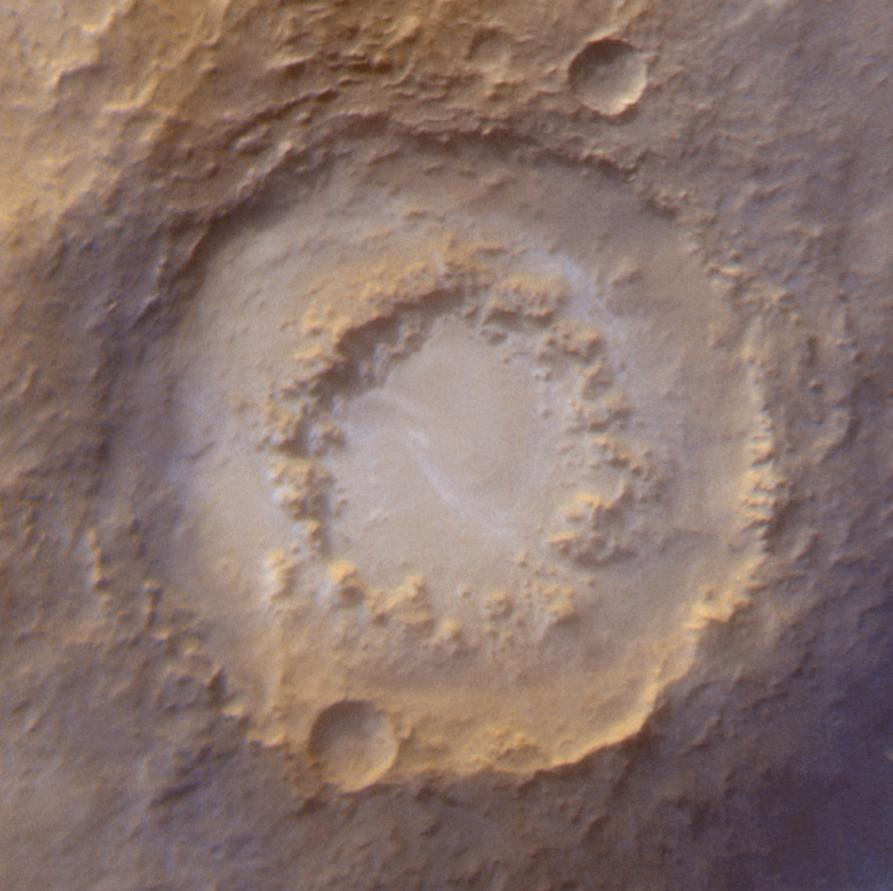
Lowell, el cráter más grande de Aonia Terra

Tiene su centro en 60°S 97°W y cubre 3900 km en su extensión más amplia. Cubre latitudes de 30 a 81 Sur y longitudes de 60 a 163 O. Aonia Terra se encuentra en el cuadrángulo de Phaethontis, cuadrángulo de Thaumasia y cuadrángulo de Mare Australe. Aonia Terra es un área de tierras altas notable por la formación de cráteres masivos, incluido el gran cráter Lowell, partes de la región presentan pequeños cráteres, en las áreas planas, Thaumasia Fossae y partes del área sur. La característica está bordeada por Terra Sirenum dentro del rango de Icaria Fossae al noroeste del área de tierras altas que incluye Claritas Fossae y Coracis Fossae así como Warrego Valles al norte, Argyre Planitia al este y Cavi Angusti, Australe Scopuli y Australe Planum al sur.